# 3 Eskadra Pilotażu Bojowego Oficerskiej Szkoły Lotniczej nr 5
 3 Eskadra Pilotażu Bojowego Oficerskiej Szkoły Lotniczej im. F. Żwirki i S. Wigury (3 epb OSL-5) – pododdział wojsk lotniczych.

## Historia – formowanie, zmiany organizacyjne
3 Eskadra Pilotażu Bojowego Oficerskiej Szkoły Lotniczej im. F. Żwirki i S. Wigury powstała na podstawie dyrektywy Nr 0020/Org. Ministra Obrony Narodowej z dnia 21 lutego 1951 roku, następnie rozkazu Nr 0036/Org. Ministra Obrony Narodowej z dnia 7 kwietnia 1951 roku. Została utworzona na radomskim lotnisku Sadków na początku maja 1951 pod nazwą 3 Eskadra Pilotażu Myśliwskiego Oficerskiej Szkoły Lotniczej im. F. Żwirki i S. Wigury. Pierwszym dowódcą został kpt. pil. Eugeniusz Robak. Eskadra początkowo posiadała samoloty Jak-9 oraz samoloty typu UT-2 i Po-2, które pod koniec maja 1951 przekazała tworzonej wówczas w Radomiu kolejnej eskadrze szkolnej.
Wiosną 1952 w związku z rozbudową radomskiego lotniska, zapadła decyzja o przebazowaniu eskadry z Radomia na lotnisko polowe w Izbicku k/Opola. Przebazowanie eskadry nastąpiło z początkiem kwietnia 1952 roku w dwóch rzutach, kołowym i powietrznym. Po przebazowaniu rozpoczęło się szkolenie praktyczne podchorążych na samolotach Jak-9 i trwało do czasu zakończenia prac renowacyjnych radomskiego lotniska.
W dniu 7 sierpnia 1952 pilot instruktor 3-ej eskadry por. pil. Edward Pytko podczas przebazowania do Izbicka zmienił samodzielnie zadanie. Około godziny 15 samolotem Jak-9 wykonał lot na południe, przez terytorium Czechosłowacji, kierując się na Berlin. Ścigany po przekroczeniu granicy, zmuszony do kluczenia w chmurach, z braku paliwa zmuszony do lądowania na najbliższym lotnisku, w Wiener Neustadt, w radzieckiej strefie okupacyjnej w Austrii, odległej zaledwie o 2 minuty lotu od strefy amerykańskiej. Natychmiast zatrzymany, odstawiony do Polski. 18 sierpnia 1952 Sąd Wojsk Lotniczych S.lot 130/52 pod przewodnictwem mjr. Filiksa skazał go na podstawie art 90 KKWP na karę śmierci. W celi śmierci na Mokotowie trzymał się twardo. „Próbowałem, pech, nie udało się – trzeba płacić” – mówił współtowarzyszowi więziennej niedoli Zygmuntowi Walterowi-Jankemu. Prezydent Bierut nie skorzystał z prawa łaski. Ppor. pil. Edward Pytko został stracony 29 sierpnia 1952 roku. Matce nie wydano ciała syna. Grób symboliczny znajduje się na Cmentarzu Wojskowym na Powązkach w Kwaterze „na Łączce”.
W związku z tą ucieczką zostało aresztowanych 15 oficerów i podoficerów z eskadr OSL-5 oraz OSL-4. Szczególnie kadra eskadr z 3-ej i 4-ej z OSL-5 była represjonowana przez służby Informacji Wojskowej.
Jesienią 1952 3-cia eskadra powróciła do Radomia. Pod koniec 1953 roku eskadra rozpoczęła cykl przedsięwzięć przygotowawczych do przyjęcia na swoje wyposażenie samolotów odrzutowych typu U Jak-17 (nazywane popularnie „Agatami”), oraz Jak-23, których pierwsze egzemplarze zostały przekazane do radomskiej trzeciej eskadry jesienią 1953 roku.
Wiosną 1954 3-cia eskadra została przeszkolona na nowy sprzęt odrzutowy i rozpoczęła szkolenie podchorążych na samolotach odrzutowych. Na początku listopada 1954 roku eskadra zmieniła miejsce swojej dyslokacji, przebazowując się z Radomia na lotnisko w Tomaszowie Mazowieckim.
W 1955 OSL nr 5, dysponująca 9 eskadrami, przechodzi zmianę etatu z 20/283 na etat 20/343 i związaną z tym reorganizację. 5 lutego 1955 eskadry przemianowane zostały:
- 9 Eskadra na l Eskadrę Pilotażu Bojowego;
- 4 Eskadra na 2 Eskadrę Pilotażu Bojowego;
- 3 Eskadra na 3 Eskadrę Pilotażu Bojowego;
- l Eskadra na 4 Eskadrę Pilotażu Przejściowego;
- 2 Eskadra na 5 Eskadrę Pilotażu Przejściowego;
- 7 Eskadra na 6 Eskadrę Pilotażu Przejściowego;
- 5 Eskadra na 7 Eskadrę Pilotażu Podstawowego;
- 6 Eskadra na 8 Eskadrę Pilotażu Podstawowego;
- 8 Eskadra na 9 Eskadrę Pilotażu Podstawowego.

W 1958 rozpoczął się kolejny etap reorganizacji systemu wojskowego szkolnictwa lotniczego. Opracowano projekt reorganizacji struktur oficerskich szkół lotniczych. Projekt przewidywał zmianę organizacji eskadrowych na pułkowe, gdyż przyjęcie nowego sprzętu wymagało innego, znacznie rozbudowanego systemu zaopatrzenia i zabezpieczenia. Zmiany przeprowadzono na podstawie rozkazu organizacyjnego MON nr 075/Org. z dnia 31 grudnia 1957 r. oraz rozkazu organizacyjnego DWL i OPL OK nr 02/Org. z dnia 29 stycznia 1958r. Na skutek tych rozkazów OSL-5 przeszła na etat nr 20/466. Historia 3 eskadry kończy się w lutym 1958, kiedy to weszła w skład sformowanego w Tomaszowie Mazowieckim 63 Pułk Szkolno-Bojowy Oficerskiej Szkoły Lotniczej.

## Dowódcy eskadr 1951-1958[18]
- mjr pil. Eugeniusz Robak (1951-1955)
- mjr pil. Jerzy Iwonin (1955-1958)

## Struktura etatowa eskadry[19]
- dowódca eskadry
- zastępca dowódcy eskadry ds. politycznych
  - sekretarz POP
  - instruktor ZMP
- szef sztabu
  - szef łączności
  - instruktor WF
  - szef eskadry
  - kancelista
  - maszynistka
  - instruktor wyszkolenia spadochronowego
  - układacz spadochronowy
- nawigator eskadry
- pomocnik dowódcy eskadry ds. wyszkolenia bojowego
  - dowódcy klucza
  - piloci instruktorzy
  - technik klucza
  - starszy mechanik lotniczy
  - mechanik lotniczy
  - starszy silnikowy
  - mechanik przyrządów lotniczych
  - mechanik instalacji elektrycznej
  - mechanik uzbrojenia lotniczego
  - majster radiowy
- pomocnik dowódcy eskadry ds. liniowych
  - lekarz
  - felczer
  - dowódca kompanii podchorążych
  - szef kompanii podchorążych
  - podoficer gospodarczy
- pomocnik dowódcy eskadry ds. inż.-eksploatacyjnych
  - inżynier osprzętu
  - inżynier uzbrojenia
  - starzy technik eksploatacyjny
  - technik osprzętu
  - technik uzbrojenia

## Samoloty
Na wyposażeniu eskadry były samoloty:
- UT-2
- Po-2
- Jak–9
- Jak-9P
- Jak-11
- U Jak-17
- Jak-23
- MiG-15
- UTIMiG-15